# Lampona chalmers
Lampona chalmers là một loài nhện trong họ Lamponidae. Loài này được phát hiện ở Queensland.